# Malaysiamiris
Malaysiamiris is een geslacht van wantsen uit de familie van de Miridae (Blindwantsen). Het geslacht werd voor het eerst wetenschappelijk beschreven door Schuh in 1984.

## Soorten
Het genus bevat de volgende soorten:

- Malaysiamiris bellae Schuh, 1984
- Malaysiamiris couleeensis Schuh, 1984
- Malaysiamiris cyanocephalus Schuh, 1984
- Malaysiamiris elongatus Schuh, 1984
- Malaysiamiris lacsensis Schuh, 1984
- Malaysiamiris leyteanus Schuh, 1984
- Malaysiamiris magnicornis Schuh, 1984
- Malaysiamiris nigrescens Yasunaga & Duwal, 2015
- Malaysiamiris novocaledonicus Schuh, 1984
- Malaysiamiris rufobadius Yasunaga, 2010
- Malaysiamiris submagnicornis Schuh, 1984
- Malaysiamiris tawauanus Schuh, 1984